# Mesopausa

Capes de l'atmosfera: troposfera i tropopausa, estratosfera i estratopausa, mesosfera i mesopausa, i termosfera

La mesopausa és la regió de l'atmosfera que determina el límit entre la mesosfera i la termosfera.
Se situa aproximadament a 90 km d'altitud. És la regió que té la temperatura més baixa de tota l'atmosfera, aproximadament -80 °C.